# 24140 Evanmirts
24140 Evanmirts là một tiểu hành tinh vành đai chính với chu kỳ quỹ đạo là 1207.7386660 ngày (3.31 năm).
Nó được phát hiện ngày 5 tháng 11 năm 1999.